# Gnophos juravolans
Gnophos juravolans är en fjärilsart som beskrevs av Eugen Wehrli 1924. Gnophos juravolans ingår i släktet Gnophos och familjen mätare. Inga underarter finns listade i Catalogue of Life.